# Hammer Böhmischbruck

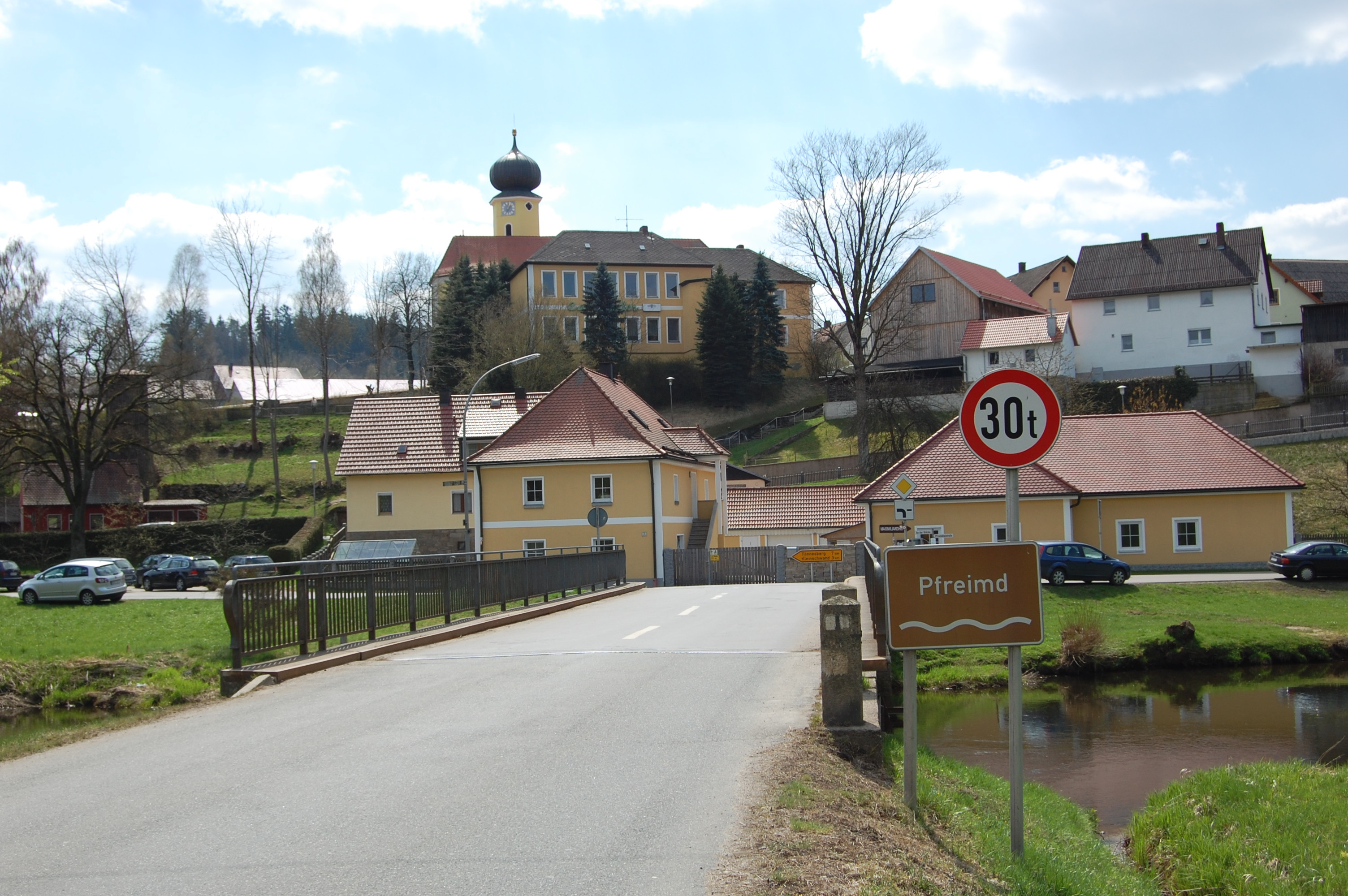
Böhmischbruck (2013)

Hammer Böhmischbruck (früher auch als Böheimbisch Brückh oder Beheimischen Pruck bezeichnet) war bis 1821 ein eigenständiger Ort; seither gehört er zu dem Ort Böhmischbruck, der heute Teil der Oberpfälzischen Stadt Vohenstrauß ist. Der Hammer wurde vom Wasser der Pfreimd angetrieben.

## Geschichte
Die Gegend um Böhmischbruck bildete die Herrschaft Tännesberg und kam 1280 an das Reichsministerialengeschlecht der Paulsdorfer. Die Paulsdorfer besaßen laut Urkunden von 1394 den Hammer „Beheimischen Pruck“. Ende des 14. Jahrhunderts verkauften die Paulsdorfer ihr oberes und unteres Haus zu Tännesberg an die Wittelsbacher. Dabei wird auch der Hammer „Beheimischen Bruck (Peheymischen Prukk)“ mit dem Zehnt über das Hammerfeld und über den Hof erwähnt, der Vogels Hammer (Hammer Teunz) genannt wird.
Nach einer Urkunde hat hier bereits 1356 ein Hammer bestanden. 1387 wird er als ein Schienhammer bezeichnet. Pfalzgraf Johann gab dem Hans Ulrich aus Sulzbach einen Erbbrief über den Hammer und seine Zugehörungen, die er über die Paulsdorfer an sich gebracht hatte. 1542 wurde der damals öde liegende Hammer von Hermann Eschenbeck wieder gangbar gemacht. Dazu kaufte er von Hans Loß dessen Hof und sein Lehen. Zum Aufbau erhielt Eschenbeck eine Hilfe von 50 fl und ein Darlehen von 31 fl, damit er den Bau stattlicher aufbringen könne. 1552 war der Hammer im Besitz von Jorg Podenbeck, dieser verkaufte ihn weiter an Hans Schilpach. 1568 ging der Hammer an Jorg Senf über. 1585 ist Hans Pleyer, der auch den Hammer Gröbenstädt besaß, Hammermeister zu Böhmischbruck, 1617 ist dies Niklas Schürstab. Das Erz wurde vermutlich aus Kößing oder Lohma bezogen.
Der Hammer wird im Dreißigjährigen Krieg durch die Mansfeldschen Truppen zerstört. Dazu heißt es: "Böheimbisch Brückh. Ein Eisen- oder Schinhammer, ungangbar und seit der Mansfeldischen Unruhe äs anno 1621 öd, auch die Hammergebäu(de) ganz weg, allein die häusliche Wohnung steht noch damit die Felder und „Wyßmather“ genossen werden können. Besitzer des Hammers ist Georg Petz, der aber nicht die Mittel zum Wiederaufbau hat."
1630 besitzt Christoph Castner den öden Hammer, 1674 wird hier Philipp Pauer und 1709 Johann Kleber als Eigentümer genannt. Hingegen heißt es 1729, die Witwe Katharina Kleber verzeichnet einen gangbaren Hammer mit Zrennfeuer. 1791 kauft der Glasschleifmeister Georg Jahn von Gabriel Gruber das auf die Gant gekommene Hammergut. 1792 suchte er um die Errichtung eines Glasschleif- und Polierwerkes an, der Eisenhammer könne wegen Holzmangels nicht mehr betrieben werden, es seien aber noch vier Wasserräder vorhanden. 1818 ist Karl Stöckl der Besitzer; sein Gut besteht aus einem Stabhammer, bei dem vier Hammerschmiede, ein Kohlenbrenner und vier Köhler arbeiten, mit dem jährlich 1000 Zentner Eisen produziert werden, einem Zainhammer mit drei Schmiedegesellen, welche das Eisen aus dem Stabhammer verarbeiten, und einem Glasschleif- und Polierwerk, in dem jährlich 20.000 Gläser Judenmaß hergestellt werden.
Bereits 1791 wurde das vergantete Hammergut von Gabriel Gruber gekauft und von Georg Jahn zu einer Glasschleife umgebaut. Unter dem Besitzer Franz Hanauer waren in der Glasschleife 1870 sechzig Arbeiter beschäftigt. Mittels der 336 Polierblöcke und 48 Schleifständer wurden jährlich 2700 Zentner Glas verarbeitet, das großteils in Fürth verkauft wurde. Die frühere Bezeichnung des Anwesens war „Böhmischbruckerhammer Haus Nr. 1“. Durch einen Erbteilungsvertrag vom 5. August 1872 wurde das Anwesen von Andreas Busch und seine Frau Barbara, geb. Hanauer, erworben. Danach kam es an Johann Krieger und seine Frau Maria, geborene Schimmer. 1911 kam die Glasschleife an die Bayerische Spiegelglas AG in Fürth. Bis Anfang der 1960er Jahre wurde unter der Leitung von Leopold Hanauer hier Glas veredelt, wenn auch in viel geringerem Ausmaß als früher.
Lange Zeit wurde der „Hammer Böhmischbruck“ als eigenständiger Ort bezeichnet. Bei der statistischen Beschreibung zum Amt Tännesberg im 18. Jahrhundert wird hier ein Hammer mit einer Mühle und Schneidsäge genannt. Danach bildete Böhmischbruck mit dem Hammer Böhmischbruck von 1821 bis 1830 eine eigenständige Gemeinde. 1830 wurde Böhmischbruck mit den bislang selbständigen Gemeinden Altentreswitz, Grünhammer, Wastlmühle, Kößing mit Linglmühle vereinigt. 1972 wurde Böhmischbruck nach Vohenstrauß eingemeindet.